# Gyorskorcsolya az 1956. évi téli olimpiai játékokon
Az 1956. évi téli olimpiai játékokon gyorskorcsolyában négy versenyszámot rendeztek. A versenyeket január 21. és 28. között rendezték Cortina d’Ampezzóban.

## Részt vevő nemzetek
A versenyeken 18 nemzet 83 sportolója vett részt.
- Ausztrália
- Ausztria
- Csehszlovákia
- Egyesült Államok
- Finnország
- Franciaország
- Hollandia
- Japán
- Kanada
- Dél-Korea
- Nagy-Britannia
- Egyesült Német Csapat
- Norvégia
- Olaszország
- Svájc
- Svédország
- Szovjetunió

## Éremtáblázat
(Az egyes számoszlopok legmagasabb értéke, vagy értékei vastagítással kiemelve.)
| Az 1956. évi téli olimpiai játékok éremtáblázata gyorskorcsolyában | Az 1956. évi téli olimpiai játékok éremtáblázata gyorskorcsolyában | Az 1956. évi téli olimpiai játékok éremtáblázata gyorskorcsolyában | Az 1956. évi téli olimpiai játékok éremtáblázata gyorskorcsolyában | Az 1956. évi téli olimpiai játékok éremtáblázata gyorskorcsolyában | Olimpia  |
| ------------------------------------------------------------------ | ------------------------------------------------------------------ | ------------------------------------------------------------------ | ------------------------------------------------------------------ | ------------------------------------------------------------------ | -------- |
|                                                                    | Ország                                                             | Arany                                                              | Ezüst                                                              | Bronz                                                              | Összesen |
| 1.                                                                 | Szovjetunió (URS)                                                  | 4                                                                  | 1                                                                  | 2                                                                  | 7        |
| 2.                                                                 | Svédország (SWE)                                                   | 1                                                                  | 1                                                                  | 0                                                                  | 2        |
|                                                                    |                                                                    |                                                                    |                                                                    |                                                                    |          |
| 3.                                                                 | Norvégia (NOR)                                                     | 0                                                                  | 1                                                                  | 1                                                                  | 2        |
|                                                                    |                                                                    |                                                                    |                                                                    |                                                                    |          |
| 4.                                                                 | Finnország (FIN)                                                   | 0                                                                  | 0                                                                  | 1                                                                  | 1        |
|                                                                    |                                                                    |                                                                    |                                                                    |                                                                    |          |
| Összesen                                                           | Összesen                                                           | 5                                                                  | 3                                                                  | 4                                                                  | 12       |

## Érmesek
A rövidítések jelentése a következő:
- WR: világrekord
- OR: olimpiai rekord

| Az 1956. évi téli olimpiai játékok érmesei gyorskorcsolyában |                                      |            |                                     |              |                                      |         |
| Versenyszám                                                  | Arany                                | Arany      | Ezüst                               | Ezüst        | Bronz                                | Bronz   |
| 500 m                                                        | Jevgenyij Grisin · Szovjetunió (URS) | 40,2 WR    | Rafael Gracs · Szovjetunió (URS)    | 40,8         | Alv Gjestvang · Norvégia (NOR)       | 41,0    |
| 1500 m                                                       | Jevgenyij Grisin · Szovjetunió (URS) | 2:08,6 WR  | nem adták ki                        | nem adták ki | Toivo Salonen · Finnország (FIN)     | 2:09,4  |
| 1500 m                                                       | Jurij Mihajlov · Szovjetunió (URS)   | 2:08,6 WR  | nem adták ki                        | nem adták ki | Toivo Salonen · Finnország (FIN)     | 2:09,4  |
| 5000 m                                                       | Borisz Silkov · Szovjetunió (URS)    | 7:48,7 OR  | Sigvard Ericsson · Svédország (SWE) | 7:56,7       | Oleg Goncsarenko · Szovjetunió (URS) | 7:57,5  |
| 10 000 m                                                     | Sigvard Ericsson · Svédország (SWE)  | 16:35,9 OR | Knut Johannesen · Norvégia (NOR)    | 16:36,9      | Oleg Goncsarenko · Szovjetunió (URS) | 16:42,3 |